# شهرستان راشیا
شهرستان راشیا (به عربی: قضاء راشیا) یک سکونتگاه مسکونی در لبنان است که در استان بقاع واقع شده‌است.

## خصوصیات
شهرستان راشیا ۴۸۵ کیلومترمربع مساحت و ۵۰٬۰۰۰ نفر جمعیت دارد.